# مدرسة ميشن هيل
مدرسة ميشن هيل هي مدرسة تجريبية عامة صغيرة داخل مدارس بوسطن العامة، وتقع في حي جامايكا بلاين. تأسست في عام 1997 من قبل ديبورا ماير، وإليزابيث نوكس تايلور، والزملاء، وقد تلقت المدرسة الاهتمام في الكتب والمقالات والمواقع على شبكة الإنترنت، والتلفزيون الوطني، وسلسلة من الأفلام التي ينظر إليها على نطاق واسع لنهجها التربوي والنجاح الأكاديمي لطلابها، ولأن ماير استخدمت المدرسة كمثال في العديد من كتبها ومقالاتها وخطبها.
تشمل الجوانب الفريدة للمدرسة مجموعة طلابية متنوعة من حوالي 220 طالبا، وصنع القرار الديمقراطي على مستوى المدرسة والفصول الدراسية، وتركيز المناهج الدراسية على خمسة «عادات عقل» ديموقراطية، والوحدات الموضوعية على مستوى المدرسة، والتركيز القوي على الفنون، والتخرج من المدرسة بعد إنشاء والدفاع عن محافظ قوية من عمل الطلاب لفريق من المقيمين.وقد كان واضحا على خريجي المدرسة تحقيقهم النجاح الأكاديمي في المدارس الثانوية والكليات بمعدلات عالية. يتم قبول الطلاب في المدرسة على أساس اليانصيب، ضمن نظام اختيار المدارس العامة في بوسطن (مع إيلاء الاعتبار إلى ما إذا كانت الأسر تعيش داخل «منطقة المشي»، وما إذا كان هناك شقيق ملتحق بالمدرسة بالفعل، من بين عوامل أخرى). مدرسة ميشن هيل هي عضو في ائتلاف المدارس الأساسية.أيلا جافينز هي المدير الحالي للمدرسة.
في عام 2002، نشرت ماير كتابا بعنوان «نحن نثق في المدارس»، والتي تضمن اهتماما كبيرا لمدرسة ميشن هيل، كما جادل لماذا المناخ الحالي للاختبارات عالية المخاطر يجعل تشغيل مدرسة مثل ميشن هيل أكثر صعوبة بكثير. وكتبت أيضا عن المدرسة في كتبها هل ستحافظ معايير على التعليم العام؟ (2000) إبقاء المدارس: رسائل للأسر من مديرتي مدرستين صغيرتين (مع تيد ونانسي سيزر، 2005)، اللعب من أجل الحفاظ على الحياة والتعلم في ملعب المدارس العامة (مع بيث تايلور وبريندا إنجل، 2010)، والتدريس في موضوعات: مقاربة للتعلم على مستوى المدرسة، وخلق المجتمع، وتمييز التعليمات (شارك في التحرير ماثيو كنستر، وكاثرين كلونيس أندريا، والفصول كتبها المعلمين الحاليين والسابقين في مدرسة ميشن هيل، 2015). المدرسة هي محور كتاب ماثيو كنستر، بعنوان التعليم الديمقراطي في الممارسة العملية: داخل مدرسة ميشن هيل (2012).
انتقلت المدرسة بشكل مثير للجدل إلى مكان مختلف داخل بوسطن في عام 2012، على الرغم من المقاومة من المجتمع المدرسي.
ظهرت المدرسة على برنامج بي بي إس نيوز آور عدة مرات، كمثال على المدارس التي يقودها المعلم وجزء من إلقاء الضوء على أهمية اللعب في التعليم في مرحلة الطفولة المبكرة.